# Gary Wright
Gary Wright, född 26 april 1943 i Cresskill, New Jersey, död 4 september 2023 i Palos Verdes Estates, Los Angeles County, Kalifornien, var en amerikansk sångare, musiker och låtskrivare. Han var sångare och keyboardist i det brittiska rockbandet Spooky Tooth mellan 1967 och 1974. Därefter fortsatte han som soloartist och hade bland annat framgångar med låten "Dream Weaver" från 1975.

## Diskografi
Soloalbum
- 1971 – Extraction
- 1972 – Footprint
- 1975 – The Dream Weaver
- 1977 – The Light of Smiles
- 1978 – Touch and Gone
- 1979 – Headin' Home
- 1981 – The Right Place
- 1988 – Who I Am
- 1995 – First Signs of Life
- 1998 – Best of Gary Wright/The Dream Weaver
- 1999 – Human Love
- 2008 – Waiting to Catch the Light
- 2010 – Connected

Samarbeten
- 1972 – That Was Only Yesterday (med Spooky Tooth)
- 1972 – Ring of Changes (med Wonderwheel)
- 2004 – Down This Road (Gary Wright & Leah Weiss)